# ブラサイズ

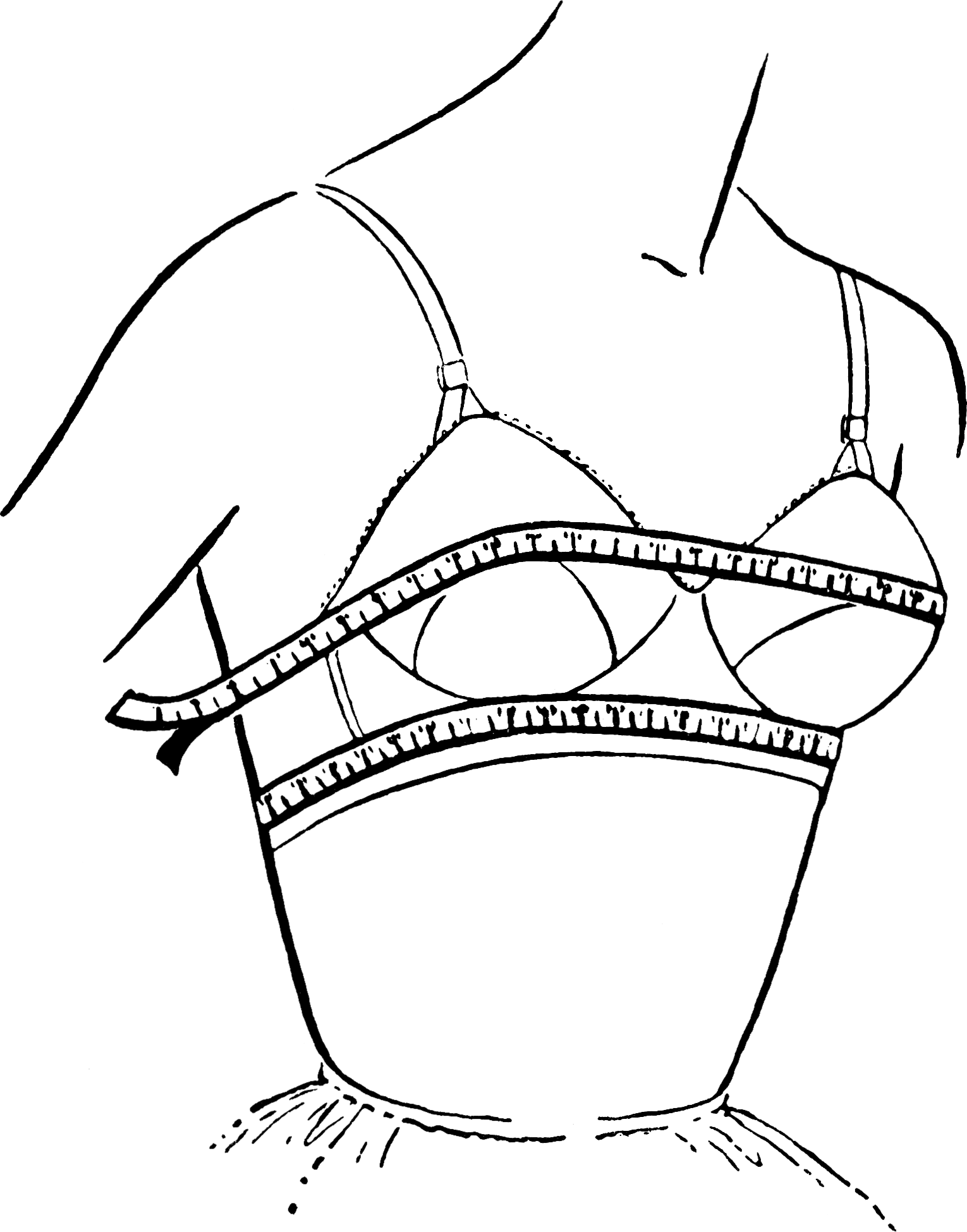
ブラジャーのサイズ測定: トップバストとアンダーバストを測定する

ブラサイズ（英: Bra size、ブラジャーの測定あるいはバストサイズ）は、ブラジャーのサイズ特性を示すものである。世界中で多くのブラジャーの測定方法が使用されているが、通常は女性の胴体周りのバンドサイズを示す数字と、乳房のカップサイズを示す一つまたはそれ以上の文字で構成される。ブラジャーのカップサイズは1932年に発明され、バンドサイズは1940年代に普及した。
乳房ごとのサイズ寸法を決めることは非現実的なため、便宜上、ブラジャーカップの容量、つまりカップサイズは、バンドの長さとバストの上部の測定との差に基づいている。
メーカーは、女性の大多数に正しくフィットするブラジャーを設計・製造しようと試みる一方で、個々の女性は、異なるスタイルとサイズシステムの中から正しくフィットするブラジャーを見つけ出そうと試みている。
個々の女性の胸の形状、大きさ、位置、対称性、間隔、固さ、および垂れは大きく異なる。そしてブラジャーのサイズ表示システムは国際的な基準が存在しないため、国によって異なる。さらに同一国内でも、ブラジャーのサイズラベルは測定したサイズと絶えず異なっているという研究結果がある。これらの要因により、女性の約25%が適切にフィットするブラジャーを見つけるのに苦労している。そして胸の形状が独特な女性には、オーダーメイドのブラジャーを購入することを選ぶ人もいる。

## 測定方法の起源

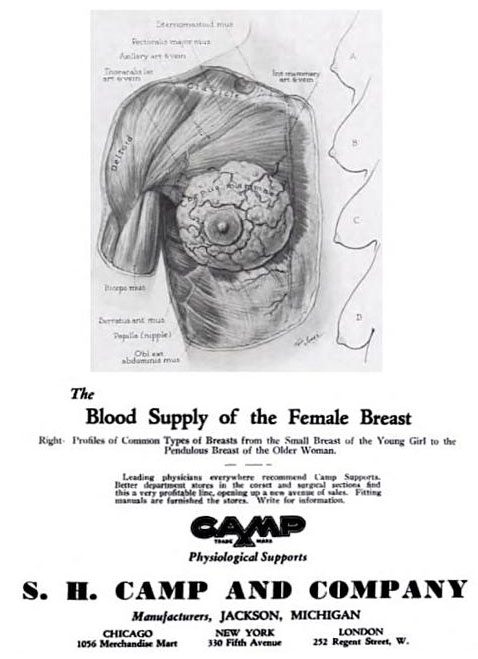
1932年のS.H.キャンプ・アンド・カンパニーの広告で、AからDのカップサイズと乳房の容量を初めて相関付けたもの

1911年11月21日、パリジェンヌのマドレーヌ・ガボーは、柔らかなカップと、胸を支え分離する金属バンドを備えたブラジャーのアメリカの特許を取得した。単一の「モノボゾム」（Monobosom）を作り出す当時の流行を避けるために、彼女のデザインは次のようにした。“素材の縁部分「d」を胸の内側と下方の輪郭に沿って近くに配置し、その形状を保つために、私は胸の下部の曲線に合わせて曲げた金属バンド「b」を使用する”。

### カップデザインの起源
1916年に2件の特許が申請されるまでは、「カップ」という用語はブラジャーを表すのには使用されていなかった。
1932年10月、S.H.キャンプ・アンド・カンパニーは初めてアルファベットの文字（A、B、C、D）を使用してカップサイズを示した。ただし、これらの文字は乳房の体積ではなく、乳房の垂れ具合を表していた。『コルセット・アンド・アンダーウェア・レビュー』1933年2月号に掲載されたキャンプの広告では、胸部のプロファイルに文字ラベルを付けていた。カップサイズAからDは、胸が大きい女性用には意図されていなかった。

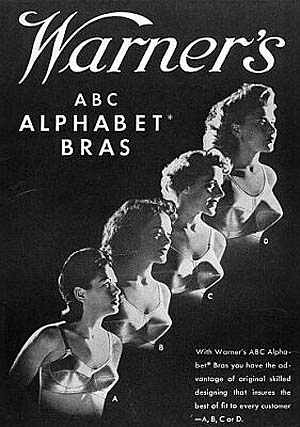
1944年のワーナーのアルファベットブラの広告。カップサイズはAからDまで

1935年、ワーナーズはDサイズまでのカップサイズを持つアルファベットブラを導入した。ワーナーズのブラジャーは乳房の体積をサイジングに取り入れたもので、現在までそのシステムが使われ続けている。やがてこれらのカップサイズにはニックネームが付けられた。それぞれエッグカップ、ティーカップ、コーヒーカップ、チャレンジカップである。他の2つの企業、モデル（Model）とフェイ-ミス（Fay-Miss、1935年にバリ・ブラジャー・カンパニーに改名）も、1930年代後半にA、B、C、Dカップサイズを提供した。なお、カタログ企業は1940年代を通じて、小（Small）、中（Medium）、大（Large）の呼称を使用し続けた。イギリスは1933年のアメリカのカップを採用せず、1948年まで自社製品にカップサイズを使用することに抵抗した。シアーズ・カンパニーは1950年代にようやくカタログのブラにカップサイズを採用した。
しかし、さまざまなメーカーが同じブラサイズの表記（例：AからD、小から大など）を使用していたにも関わらず、これらの表記が実際に何を測定していたのかについては標準化されておらず、各社が独自の基準を持っていた。

### バンド測定の起源
1930年代には、複数のホック留め具が導入され、バンドの調整が可能になった。
ブラジャーが広く使用される前は、西洋女性の下着の選択肢はコルセットであった。女性が理想的とされる女性の体型を達成する手助けとして、コルセットとガードルの製造業者は、ウエストとヒップの測定値の差（通常は10–12インチ (25–30 cm)）を「ヒップスプリング」という計算法で利用していた。
バンド測定システムは、第二次世界大戦直後にアメリカのブラジャー製造業者によって作られた。

### その他の革新
アンダーワイヤー（en:Underwire bra）は、1937年にカスタムブラ会社であるアンドレ（André）によって、初めてストラップレスブラに導入された。1931年と1932年にはブラジャーにおけるアンダーワイヤー型装置の特許が取得されたが、金属の供給が回復する第二次世界大戦後まで広く採用されなかった。
1930年代には、ダンロップ（en:Dunlop Rubber）の化学者たちはゴムラテックスを確実に伸縮性のある糸（弾性糸）に変換することに成功した。
1940年以降、「ワールプール」あるいは同心的なステッチングが、いくつかのデザインのカップ構造を形成するために使われるようになった。ブラジャーは頻繁に洗濯する必要があるため、合成繊維は、その手軽なケア性能のために業界からすぐに採用された。

## 消費者のフィッティング
最良の結果を得るためには、直立した状態と、腰を曲げて乳房を垂らした状態とで、乳房は二回測定する必要がある。これら二つの測定値の差が10cm以上であった場合、カップサイズの計算には平均値が選ばれる。
さまざまな国でのレポート、調査、研究によると、女性の80%から85%が不適切なサイズのブラジャーを着用しているという結果が見られている。
2005年の11月、オプラ・ウィンフリーはブラジャーとブラジャーのサイズを特集した番組を制作し、その中で10人中8人の女性が誤ったサイズのブラジャーを着用しているという研究結果について語った。

### 大きな乳房とブラジャーのフィット

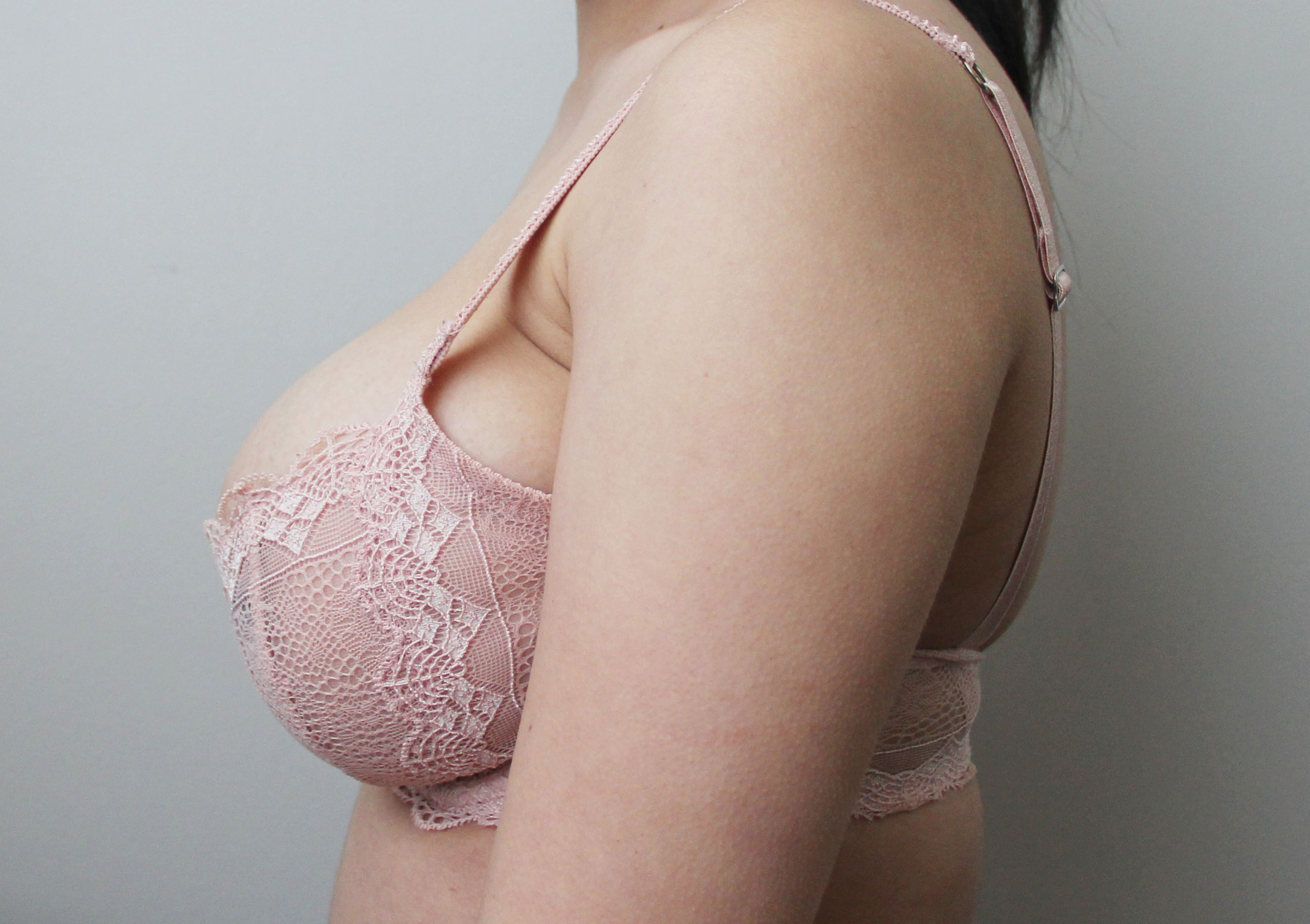
ブラジャーサイズ30Eを着用する女性。バンドサイズ(30)が適切でカップサイズ(E)が小さすぎることを示している。ブラジャーバンドは地面と平行で、乳房は腋からはみ出していないが、カップ正面の上部から乳房が大きくはみ出している。

研究によれば、女性がブラジャーを選ぶ際に最もよくある間違いは大きすぎるバックバンドと小さすぎるカップを選ぶことで、例えば34Eではなく38C、または30Dではなく34Bを選ぶことである。
体重の重い人ほど、正確に測定することは困難になる。イギリスで行われたマンモプラスティ（乳房形成手術）を希望する103人の女性を対象とした研究では、肥満と背中の測定の不正確さとの間に強い関連性があることが判明した。研究者らは、「肥満、乳房肥大、ファッション、ブラフィッティングの習慣が合わさって、最もブラジャーのサポートが必要な女性が、最も正確にフィットするブラを手に入れる可能性が低くなっている」と結論づけた。
正しくフィットするブラを見つけることを難しくしている問題の一つはバンドサイズとカップサイズが標準化されていないことで、サイズはメーカーごとに大きく異なるため、結果としてそれなりのフィット感しか得ることができない。つまり、女性はブラのサイズ表示に頼って適切にフィットするブラを見つけることはできない。科学的な研究では、現行のブラサイズの測定法が不正確である可能性が示されている。
メーカーによってブラジャーのカットの仕方が異なるため、例えば同じ34Bブラであっても、会社が違えばフィットしない可能性がある。そのため、顧客はメーカーが使用するサイジングシステムに注意する必要がある。主な違いはカップサイズの増加方法で、通常は、2cmまたは1インチ（=2.54cm、下記参照）刻みであるが、一部のフランスのメーカーは3cmである。
現在のイギリスのブラは、カップサイズがAからLL（Rigby&Pellerは最近、US-Nカップまで対応するElilaのブラを紹介した）、一方、アメリカの大半の人々は、カップサイズがAからGまでのブラを見つけることができる。一部のブランド（Goddess, Elila）はNまで対応しており、これはイギリスのJJカップにほぼ等しい。ヨーロッパ大陸では、ポーランドのミレナリンジェリーはカップRまで製造している。大きなサイズは一般的に小売店で見つけるのが難しい。カップサイズが大きくなると、異なるメーカーのブラのラベルカップサイズは実際のボリュームでより広く変動する傾向がある。一つの研究では、ラベルサイズは一貫して測定サイズとは異なるという結果が出た。
さらに、医学的な研究でも適切なフィットを得るのは難しいことが証明されている。整形外科医による研究は、ブラサイズが不正確であることを示唆している。その理由は、乳房のボリュームが正確に計算されていないからである。
ブラジャーのサイズを決定する現在の一般的なシステムは、役に立たないほど不正確なことが多い。さらに、ブラジャーにはさまざまなスタイルがあり、ブランド間で標準化されていないため、快適でフィットするブラジャーを見つけるには、正確な測定よりも、経験豊かな推測や試行錯誤が必要である。
カップサイズとバンドの測定システムの使用は時間とともに進化し、変化し続けている。専門家は、経験豊富な人にフィッティングをしてもらうことをおすすめしている。

### ブラのフィットが悪い場合の症状
ストラップが肩に食い込んで赤い跡が残ったり、肩や首の痛みを引き起こす場合、ブラのバンドによる十分なサポートはもたらされていない。ブラの下部から乳房組織が溢れ出したり、脇の下やブラカップの上端から乳房組織がはみ出している場合は、カップサイズが小さすぎることを示している。また、ブラのカップに余裕のある生地がある場合は、カップサイズは大きすぎることを示している。そしてアンダーワイヤーが脇の下の乳房を突き刺したり、ブラの中央パネルが胸骨に平らに当たっていない場合、カップサイズが小さすぎることを示している。背中の部分でバンドが上に上がる場合は、バンドサイズが大きすぎる。肉に食い込んで肉がバンドの端からはみ出る場合は、バンドは小さすぎる。バンドがきつく感じる場合、それはカップが小さすぎるためかもしれない。バンドがゆるすぎるように感じる場合、カップが大きすぎる可能性がある。ブラを胴体の裏側に逆さまにしてカップを背中に位置させ、フィットと快適さを確認することで、ブラのバンドがきつすぎるかゆるすぎるかをテストすることができる。一般的に、着用者がブラを継続的に調整する必要があるか、一般的な不快感を感じる場合、ブラのフィットが悪く、新しいフィッティングを受けるべきである。

### 最適なフィットを得る

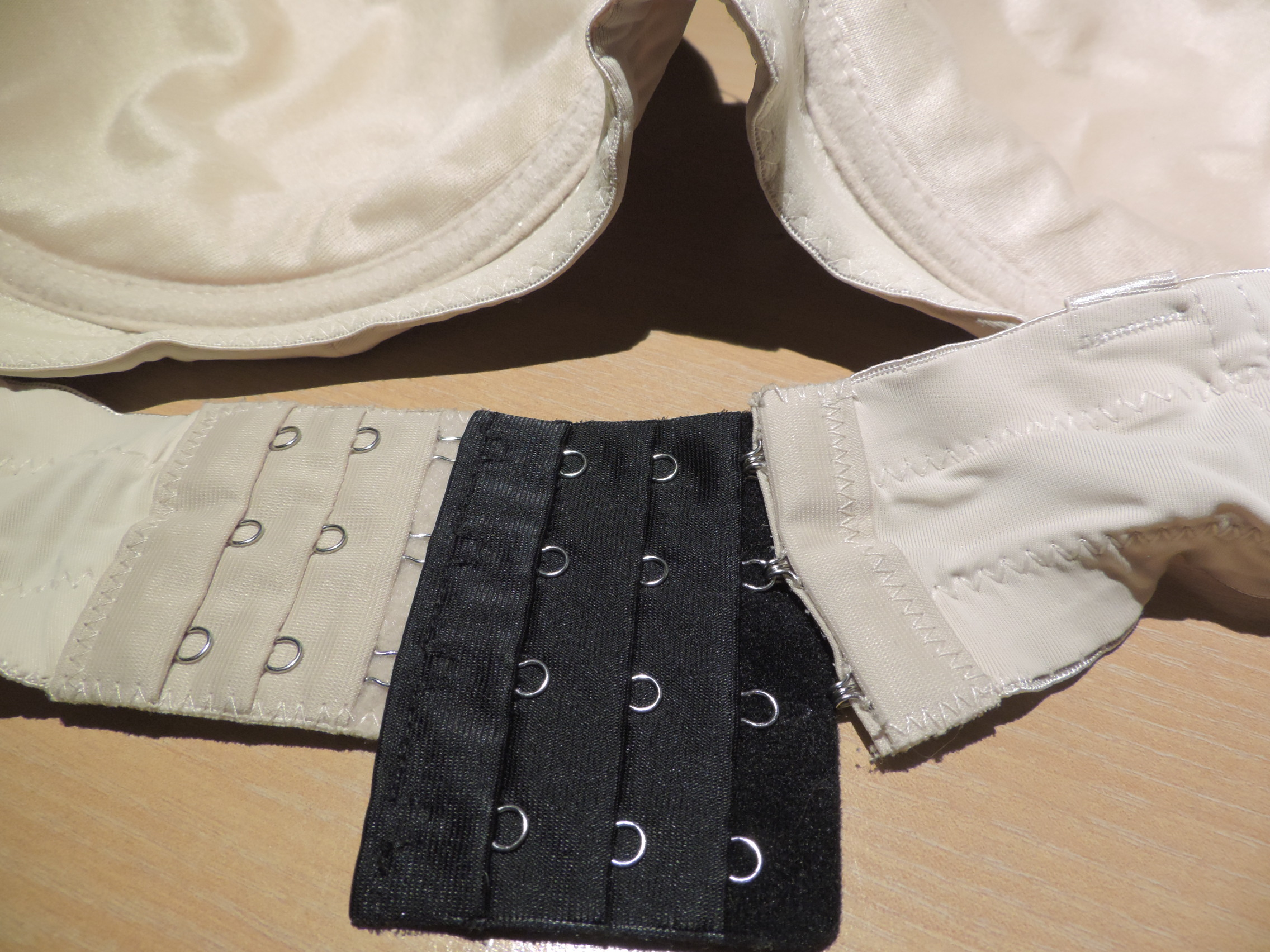
ブラのバンドのための延長部分

ブラの専門家は、特にカップサイズがD以上の女性に対し、衣料品店のランジェリー部門または専門のランジェリー店でプロフェッショナルなブラのフィッティングを受けることを推奨している。しかしながら、ニュージーランド やイギリスを含む異なる国々のプロフェッショナルなブラのフィッターたちは、同一人物の計測に不一致を生じている。乳房の形状、密度、容積には大きな異質性がある。そのため、現行のブラのフィッティング方法は、この種の胸部形状の範囲には不十分であるかもしれない。
2004年のニュージーランドの消費者レポートの調査によると、百貨店でのブラのフィッティングの80％が不適切なフィットを結果としていた。しかしながら、製造業者の基準は大幅に異なるため、女性は自分自身の計測に依存して満足のいくフィットを得ることはできない。いくつかのブラ製造業者と販売業者は、試着して適切にフィットするブラを認識することを学ぶことが、靴のように、正しいブラサイズを決定する最善の方法だと述べている。
正しくフィットするブラは以下の基準を満たすべきである。
- 側面から見た時、胸のバンドの縁は水平で、背中には乗らず、しっかりとしていて快適でなければならない。
- 各カップの前面のワイヤーは胸骨（乳房ではない）に平らに当たり、乳房下の折り目（英語版）に沿って、そして胸や乳房に突き刺さったり、擦れたり、前面で突き出たりしてはならない。
- 乳房はカップで包まれ、カップの上部の生地が終わるところでスムーズなラインがあるべきである。
- 乳房の頂点、乳首はカップの中央にあるべきである。
- 乳房はカップの上部や側面からはみ出してはならず、バルコネットブラ（英語版）のような低めのカットスタイルでさえもである。
- 正しくフィットしたブラのストラップは肩に突き刺さることもなく、肩から滑り落ちることもない。これはバンドが大きすぎることを示唆している。
- ブラの背面は上がらず、背面から見て胸のバンドは床と平行に保たれるべきである。
- 乳房は肩紐よりも、肋骨周りのバンドによって主に支えられるべきである。
- 女性はブラがずれることなく、楽に呼吸し動き回ることができるべきである。

### ブラのフィット感を確認する
ブラが最適なフィットであることを確認する一つの方法は、「スウープ・アンド・スクープ」という愛称で呼ばれている。適切にフィットするブラを見つけた後、女性は前に身をかがめる（これが「スウープ」）、乳房をブラの中に落とし入れ、自然にカップを満たし、その後ブラを最も外側のフックで留める。女性が立ち上がるとき、反対の手を使って各乳房を優しくカップに入れ（これが「スクープ」）、その後、乳房の組織が縁からこぼれ出ないことを確認するために、ブラカップの内側上部に沿って人差し指を走らせる。
専門家たちは、女性が最も外側のフックでよくフィットするブラバンドを選ぶことを提案している。これにより、着用者はブラストラップのフックを寿命の約8ヶ月間にわたり伸びるにつれて、タイターなフックを使用できる。バンドは胸部を支えるのに十分にタイトでなければならないが、ストラップが主要な支えを提供するべきではない。

## 消費者の測定難
ブラは最も複雑な衣服の一つである。典型的なブラの設計には、バンド、フック、カップ、裏地、ストラップを含む20から48の部品がある。大手小売業者は、製造業者から10,000個規模で注文を出す。この規模の注文は、必要なカッティング、縫製、梱包を管理するための大規模な運営を要する。
そして、適切にフィットするブラジャーを製作することは困難である。アデル・カークは、かつてアパレルと小売業界に特化したグローバルなカート・サーモン経営コンサルティング会社のマネージャーで、ブラの製作は複雑だと述べている。
ブラは最も複雑な衣類の一つである。多くの異なるスタイルがあり、各スタイルにはダースの異なるサイズがあり、その中には多くの色がある。さらに、製品エンジニアリングが非常に多い。フックがあったり、ストラップがあったり、通常、カップには二つの部分があり、それぞれが大量の縫製を必要とする。部品が非常に多いのが特徴である 。

### 非対称な乳房
正確なサイズを得ることは、女性の乳房の最大25%が持続的で見える乳房非対称を示すという事実によって複雑化されている。これは、少なくとも一つのカップサイズでサイズが異なることと定義されている。約5%から10%の女性は、乳房が大きく異なっており、62%のケースで左の乳房が大きい。軽度の非対称性はパッド付きブラを着用することで解決可能であるが、形状、ボリューム、乳房の乳房下溝に対する位置、胸部における乳輪部位の位置、あるいはその両方によって引き起こされる形態学的な変化のため、重度の乳房発達異常―通常、医師によってアマゾン症候群と呼ばれる―は補正手術を必要とする場合がある。

### 乳房の体積の変化
正確なサイズを得ることは、女性の乳房のサイズと形状が変化するという事実によってさらに複雑化されている。それらは、月経周期を経験している場合、その周期中に変化する、または妊娠、体重の増減、または医療状態によって、異常または予想外の急速なサイズの増大を経験することがある。呼吸さえも測定値を大幅に変化させることがある。
一部の女性の乳房は、1か月に最大20%まで形状が変化する。
乳房は月ごとにかなり一貫して形を変えるが、個々の乳房が体積を異なる量で変化する。一部の女性は10%未満しか変化せず、他の女性は最大20%まで変化する。それならば、ブラジャーを全く着けないほうが良いのか？。実際には、現存するブラジャーを着ける利点はほとんどない。一般的に支持力のあるブラジャーを持つことは、特にそれらが南向きになるのを止めるという点で、大きな改善をもたらすだろう。皮膚こそが乳房にその支持力を与える。

### 平均ブラサイズの増加
2010年には、イギリスで最も売れていたブラサイズは36Dであった。2004年には、市場調査会社ミンテルは、1998年から2004年までのイギリスでのバストサイズが若年層だけでなく、高年齢層の消費者の間でも増加したと報告した。さらに最近の調査では、2008年にアメリカで最も売れたブラサイズは36Dであった。
研究者たちは、人口の体重増加を説明として否定し、それはむしろ、より多くの女性が正しい、大きなサイズを着用していることが原因であろうと示唆した。

## 消費者の測定方法
ブラ販売店は、バンドとカップサイズを測定するためのいくつかの方法を推奨している。これらは、主にバストの下またはバストの上、時には両方を基にしている。正しいブラバンドサイズを計算することは、さまざまな要因により複雑化する。米国国家規格協会は、自発的なサイズの一致が存在する一方で、衣服の「真の」サイズについては混乱があると述べている。その結果、ブラの測定は芸術と科学が合わさったものとみなすことができる。オンラインショッピングと直接ブラを購入する体験は、オンラインの推奨事項が平均に基づいており、直接購入することが完全に個別化されているため、買い物客は簡単に測定したバンドサイズの上下を試着することができる。大きなカップサイズと中間的なバンドサイズを持つ女性の場合、地元の店ではカップサイズが利用できないことがあるため、オンラインで購入することが必要であるかもしれない。大きなカップサイズは特定のサイトで容易に利用可能である。他の人々は、最も近い整数に丸めることを推奨している。

### バンド測定方法
バストを測定するためのいくつかの可能な方法がある。

#### アンダーバスト +0
測定テープは乳房下溝の胴回り（アンダーバスト）に地面と水平になるようにきっちりと巻き付けて測る。測定値（インチ）はバンドサイズのために最も近い偶数に四捨五入される。2018年3月現在、コールズ（Kohl's）はこの方法をオンラインのフィッティングガイドで使用している。

#### アンダーバスト +4
この方法は、アンダーバスト +0 の方法と同様に始まり、測定テープが胸部下部で体幹を水平に保ちつつ引き締められる。測定が偶数であれば、バンドサイズを計算するために4が加算される。奇数であれば、5が加算される。コールズは2013年にこの方法を使用していた。 「プラス4に対する戦争」はこの方法に対するキャンペーン（おおよそ2011年）につけられた名前で、アンダーバスト+0の支持者たちは、当時広く行われていた+4の方法が大多数の女性に適合しないと主張した。アンダーバスト +4の方法は、一般的にはアメリカとイギリスのサイズにのみ適用されるからである。

#### サイズチャート
現在、多くの大型アメリカ百貨店では、上述のアンダーバスト+0およびアンダーバスト+4の方法と同様に、バストの下部での測定を開始することでバンドサイズを決定する。この方法を使用して計算されたバンドサイズは、メーカー間で異なる。

#### 脇下/上部バスト
測定テープは、脇の下とバストの上部で体幹を取り巻くように引かれる。バンドサイズは最も一般的に偶数で製造されるため、着用者は最も近い偶数に四捨五入しなければならない。

### カップ測定方法

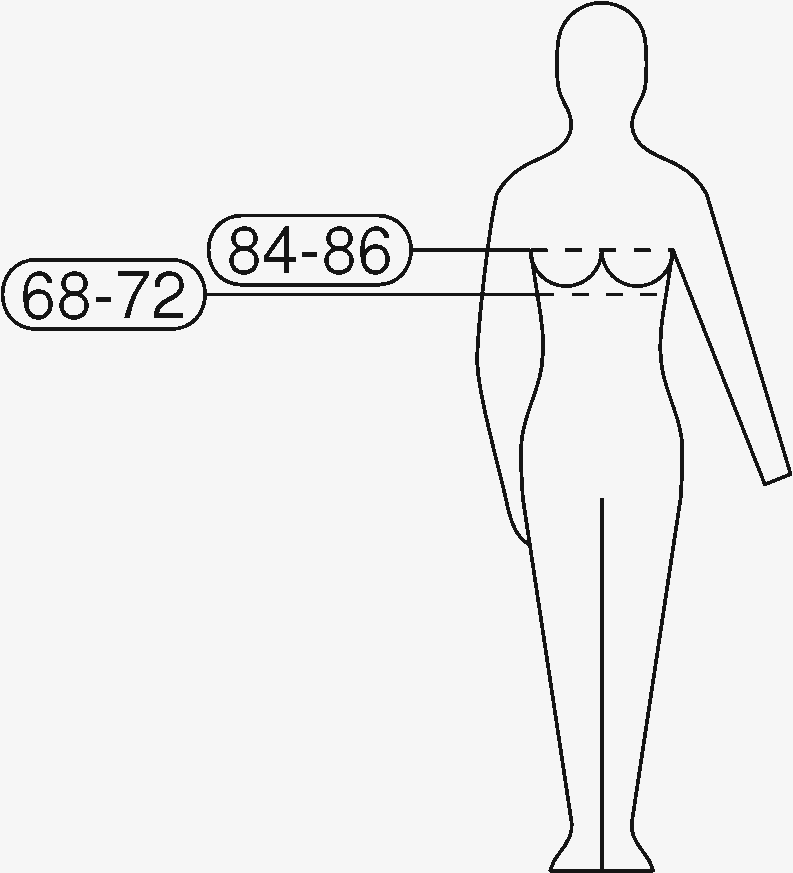
EN 13402-1を使用したヨーロッパのブラサイズ70Bのピクトグラム

ブラを着用する人は、バストサイズとバンドサイズとの差を求めることでカップサイズを計算できる。バストサイズ、バストライン測定、またはオーバーバスト測定は、体幹を乳房の一番盛り上がっている部分を中心に、肘と肩の中間の乳房の頂部を回る測定であり、通常は乳首上を通過し、理想的には直立した姿勢で腕を横にして、適切にフィットするブラを着用している状態で行われる。この実践は、現在のブラが正しくフィットすると仮定している。測定はバンドサイズと同じ単位、インチまたはセンチメートルで行われる。カップサイズは、オーバーバスト測定からバンドサイズを引いて計算される。

### カップサイズの意味は変わる
カップサイズは国により異なる。例えば、アメリカのHカップは、両方ともインチを基にした測定に基づいているにもかかわらず、オーストラリアのものと同じサイズではない。カップサイズが大きくなるほど、そのバリエーションは大きくなる。
| 差           | (インチ)       | <1 | 1 | 2 | 3 | 4 | 5    | 6     | 7      | 8  | 9 | 10 | 11 | 12 | 13 | 14 | 15 | 16 | 17 | 18 |   |
| カップサイズ | アメリカ       | AA | A | B | C | D | DD/E | DDD/F | DDDD/G | H  | I | J  | K  | L  | M  | N  | O  | P  | Q  | R  |   |
| カップサイズ | オーストラリア | AA | A | B | C | D | DD   | E     | F      | G  | H | I  | J  | K  | L  | M  | N  | O  | P  |    |   |
| カップサイズ | イギリス       | AA | A | B | C | D | DD   | E     | F      | FF | G | GG | H  | HH | J  | JJ | K  | KK | L  | LL | M |

ブラサイズの調査結果は、対象となる人口やその取得方法により大きく左右される。例えば、あるアメリカの調査では最も一般的なサイズは34Bで、次に34Cがあり、34サイズが63%、Bカップが39%だった。しかしながら、調査対象は、中西部のアメリカの大学の18～25歳の103名の白人学生ボランティアで、妊娠中や授乳中の女性は除外されていた。
| 国           | D   | C   | B   | A   |
| ------------ | --- | --- | --- | --- |
| イギリス     | 57% | 18% | 19% | 6%  |
| デンマーク   | 50% | 19% | 24% | 7%  |
| オランダ     | 36% | 27% | 29% | 8%  |
| ベルギー     | 28% | 28% | 35% | 9%  |
| フランス     | 26% | 29% | 38% | 7%  |
| スウェーデン | 24% | 30% | 33% | 14% |
| ギリシャ     | 23% | 28% | 40% | 9%  |
| スイス       | 19% | 24% | 43% | 14% |
| オーストリア | 11% | 27% | 51% | 10% |
| イタリア     | 10% | 21% | 68% | 1%  |

### 形成外科医の測定システム
| 測定   | 測定 | カップサイズ |
| インチ | cm   | カップサイズ |
| ------ | ---- | ------------ |
| 7.0    | 17.8 | A            |
| 7.5    | 19.1 | A            |
| 8.0    | 20.3 | B            |
| 8.5    | 21.6 | B            |
| 9.0    | 22.9 | C            |
| 9.5    | 24.1 | C            |
| 10.0   | 25.4 | D            |
| 10.5   | 26.7 | D            |
| 11.0   | 27.9 | DD           |

正しいカップサイズを計算するのに困難を感じるブラジャー着用者は、形成外科医が採用する方法を用いて適切なフィットを見つけることができる。柔軟性のあるメジャーを用いて、胸部の外側、腕の下、乳房の組織が始まるところにテープを置く。そして通常、乳首を通って、乳房の組織が乳骨で止まるところまで測定する。
その測定をカップサイズに変換する方法は、「カップサイズの測定」の表で示されている。
メートル法のカップサイズを採用している国々（例えば、§ ヨーロッパ大陸)は、自己の2 cm (0.79 in)の増分のシステムを持っており、これはインチを用いたものとは異なるカップサイズを生じさせる。なぜなら、1インチ (2.5 cm)は2センチメートル (0.79 in)に等しくないからである。
これらのカップの測定は、この特定の方法を用いてcmに変換するための34-インチ (86 cm)バンドのカップサイズに対してのみ正確である。なぜなら、カップサイズはバンドサイズに相対的だからである。この原理は、バンドサイズが異なるブラが同じボリュームを持つことを意味している。例えば、カップのボリュームは30D、32C、34B、そして36Aで同じである。これらの同じカップボリュームの関連ブラサイズは「シスターサイズ」と呼ばれる。そのようなサイズのリストについては、§ カップの容積と乳房の重量の計算を参照。

### 消費者フィットリサーチ
2012年のホワイトとスカーのポーツマス大学による研究は、バンドサイズに4を加える方法と、多くのイギリスのランジェリーショップで使用されているバスト上部の方法、そしてプロの方法を用いて得られた測定値とを比較した。この研究は、マクギーとスティール（2010）によって記述されたプロのブラフィッティング方法に依存した。その研究は、個々の最適なフィッティングブラサイズを得るための5ステップのアプローチを採用した。研究では、バンドサイズに4を加える伝統的な選択方法を用いて45人の女性を測定した。女性たちはプロのブラフィッティング基準に基づいて最適なフィットを得るまでブラを試着した。研究者たちは、76%の女性が自分のバンドを過大評価し、84%が自分のカップサイズを過小評価していることを発見した。女性がバンドが大きすぎるブラを着用すると、乳房の支持が減少する。カップサイズが小さすぎると、皮膚刺激を引き起こす可能性がある。彼らは、「不適切なフィットのブラと不十分な乳房の支持が筋骨格痛の発生を引き起こし、女性が身体活動に参加するのを阻害することがある」と述べた。この研究は、女性が適合するブラを見つける基準について教育を受けるべきであると勧めた。

## 製造業者の設計基準
世界中で使用されるブラのラベリングシステムは、時々誤解を招き、混乱を引き起こすものである。カップサイズとバンドサイズは世界中で異なる。ヨーロッパのドレスサイズ基準であるEN 13402を採用している国では、胴体はセンチメートルで測定され、最も近い5 cmの倍数に四捨五入される。イギリスのブラフィッティングの専門家は、専門的なアシスタンスなしにラックから購入する多くの女性が、実際には2サイズほど小さいものを着用していると述べている。
製造業者であるフルーツオブザルームは、非対称な乳房に対してよくフィットするブラを見つける問題を解決しようとして、Pick Your Perfect Braを導入し、女性が2つの異なるカップサイズを選べるようにしたが、それはAからDカップサイズまでのみ利用可能である。
| 胸下囲 (cm)                        | 58–62 | 63–67 | 68–72 | 73–77 | 78–82 | 83–87 | 88–92 | 93–97 | 98–102 | 103–107 | 108–112 | 113–117 | 118–122 | 123–127 | 128–132 | 133–137 | 138–142 |
| ---------------------------------- | ----- | ----- | ----- | ----- | ----- | ----- | ----- | ----- | ------ | ------- | ------- | ------- | ------- | ------- | ------- | ------- | ------- |
| 胸下囲 (in)                        | 24–25 | 26–27 | 28–29 | 30–31 | 32–33 | 34–35 | 36–37 | 38–39 | 40–41  | 42–43   | 44–45   | 46–47   | 48–49   | 50–51   | 52–53   | 54–55   | 56–57   |
| EU, イラン                         | 60    | 65    | 70    | 75    | 80    | 85    | 90    | 95    | 100    | 105     | 110     | 115     | 120     | 125     | 130     | 135     | 140     |
| フランス, ベルギー, スペイン       | 75    | 80    | 85    | 90    | 95    | 100   | 105   | 110   | 115    | 120     | 125     | 130     | 135     | 140     | 145     | 150     | 155     |
| イタリア                           | 0     | 1     | 2     | 3     | 4     | 5     | 6     | 7     | 8      | 9       | 10      | 11      | 12      | 13      | 14      | 15      | 16      |
| アメリカ, イギリス, ポルトガル     | 28    | 30    | 32    | 34    | 36    | 38    | 40    | 42    | 44     | 46      | 48      | 50      | 52      | 54      | 56      | 58      | 60      |
| イギリス, アイルランド, ポルトガル | 24    | 26    | 28    | 30    | 32    | 34    | 36    | 38    | 40     | 42      | 44      | 46      | 48      | 50      | 52      | 54      | 56      |
| オーストラリア, ニュージーランド   | 6     | 8     | 10    | 12    | 14    | 16    | 18    | 20    | 22     | 24      | 26      | 28      | 30      | 32      | 34      | 36      | 38      |
| イギリス ドレスサイズ              | 4     | 6     | 8     | 10    | 12    | 14    | 16    | 18    | 20     | 22      | 24      | 26      | 28      | 30      | 32      | 34      | 36      |

サイジングシステム間の非常に顕著な不一致は、インチに基づくUSバンドサイズが、センチメートルに基づくEUの対応物と一致しないという事実である。例えば、30インチは76cmに相当するので、USバンドサイズ30がEUバンドサイズ75と同等であると示唆される。しかし、これは正しくない。代わりに、USバンドサイズ30はEUバンドサイズ65とUKバンドサイズ34に対応する。この不一致は、USバンドサイズがもともと胸部上部と脇下の測定に基づいていたのに対し、EUとUKのバンドサイズは胸部下部の測定に基づいているためである。これが混乱を引き起こし、「アンダーバスト +4」の測定方法が生まれた要因である。
さまざまな国にはいくつかのサイジングシステムが存在する。
カップサイズは2つの方法のうちの1つで決定される。USとUKでは、1インチごとにカップサイズを増やす方法、そして他の全てのシステムでは、2センチメートルごとにカップサイズを増やす方法である。1インチが2.54センチメートルに等しいため、システム間にはかなりの不一致があり、カップサイズが大きくなるとその差異はより顕著になる。多くのブラは36サイズのみで利用可能である。

### イギリス

これらは同等のUKカップ容量である

UKとUSはインチシステムを使用する。カップサイズ間の胸囲の差は常に1インチ、つまり2.54cmである。2つのバンドサイズ間の差は2インチまたは5.08cmである。
パナシェ、ベストフォーム、ゴサード、フレヤ、カーヴィーケイト、ブラヴィシモ、ファンタジーなど、主要なブランドと製造業者は、イギリスの標準バンドサイズ（胸部下部の測定がバンドサイズと等しい）28-30-32-34-36-38-40-42-44等を使用する。カップサイズは、AA-A-B-C-D-DD-E-F-FF-G-GG-H-HH-J-JJ-K-KK-Lによって指定される。
しかし、一部の衣料品小売業者と通信販売会社は独自のハウスブランドを持ち、カスタムサイジングシステムを使用する。マークス&スペンサーはAA-A-B-C-D-DD-E-F-G-GG-H-Jを使用し、FFとHHを省き、さらにUSバンドサイジング慣習に従う。その結果、彼らのJカップはイギリスの標準Hカップに等しい。エバンスとASDAはブラ（ASDAはジョージ服飾ラインの一部として）を販売し、そのサイジングはA-B-C-D-DD-E-F-G-Hである。彼らのHカップはおおよそイギリスの標準Gカップに等しい。
一部の小売業者はAAを若いティーン向けに確保し、AAAを女性向けに使用する。

### オーストラリア/ニュージーランド
オーストラリアとニュージーランドのカップサイズとバンドサイズは、多くのヨーロッパのブランドと同様に、カップごとに2cmずつのメトリック単位で増える。カップのラベル付け方法とサイジングの枠組みは一貫性がなく、ブランド間で大きなバラつきがある。一般的に、カップサイズのAA-DDはイギリスのラベルに従うが、その後このシステムから分岐し、ヨーロッパのラベル（カップがF-G-H等、2cmの増加ごとに進むダブルレターはなし）を採用する。しかし、多くの地元の製造業者は独自のラベル付けシステムを採用している。オーストラリアとニュージーランドのブラのバンドサイズはドレスサイズで表示されるが、これらは胸部下部の測定によって得られ、一方でドレスサイズはバスト・ウエスト・ヒップを利用する。実際のところ、オーストラリアの主要な製造業者の中でF+サイズを生産している企業はごくわずかで、多くがサイズ情報の誤解を広めている。オーストラリアにおけるDD+の需要は、主にイギリス、アメリカ、ヨーロッパの主要ブランドによって満たされている。これによりさらに理解が難しいサイジングの枠組みの混乱が生じていて、それは専門小売業者でさえも十分に理解していない。

### アメリカ合衆国
アメリカのブラサイズはイギリスと非常に似ている。バンドサイズはインチで同じ表記を使用し、カップも1インチステップで増える。しかし、一部の製造業者は相互に矛盾するサイジング方法を使用する。Cカップ以上のブラをD-DD-DDD-DDDD-E-EE-EEE-EEEE-F...とラベル付けする製造業者もいれば、D1, D2, D3, D4, D5...というバリエーションを使用する製造業者もいる。しかし、多くは「A, B, C, D, DD, DDD, G, H, I, J, K, L, M, N, O」のシステムを使用する。他には、イギリスのシステムのようにD-DD-E-F-FF...とラベル付けする。異なる製造業者間で大きなカップサイズを比較するのは難しい。
2013年には、アンダーウェア製造業者のジョッキー・インターナショナルが、新しいブラとカップサイズの測定方法を提供した。バンドサイズごとに10のカップサイズがあり、これらは数字で表示され、文字ではなく、1–36, 2–36などと指定されている。このシステムは、同社が8年間にわたって開発し、その間に800人の女性の胸と胴体をスキャンし測定した。研究者たちはまた、女性たちが自宅でブラを使用する様子も追跡した。このシステムを実装するためには、女性たちはジョッキーのカップサイズを見つけるために、同社からプラスチック製のカップ一式を購入しなければならない。一部のアナリストは、測定キットを購入する必要性について批判的であった。なぜなら、女性たちはジョッキーの独自システムを採用するために約20ドルを支払わなければならず、それに加えてブラ自体のコストもかかるからである。

### ヨーロッパ / インターナショナル
| アンダーバスト周囲 | バストサイズ               | アンダーバストサイズ | アンダーバストサイズ | アンダーバストサイズ |
| cm                 | フランス/ベルギー/スペイン | ヨーロッパ           | イタリア             | イタリア             |
| ------------------ | -------------------------- | -------------------- | -------------------- | -------------------- |
| 58–62              | 75                         | 60                   | 0                    |                      |
| 63–67              | 80                         | 65                   | 1                    | I                    |
| 68–72              | 85                         | 70                   | 2                    | II                   |
| 73–77              | 90                         | 75                   | 3                    | III                  |
| 78–82              | 95                         | 80                   | 4                    | IV, IIII             |
| 83–87              | 100                        | 85                   | 5                    | V                    |
| 88–92              | 105                        | 90                   | 6                    | VI                   |
| 93–97              | 110                        | 95                   | 7                    | VII                  |
| 98–102             | 115                        | 100                  | 8                    | VIII                 |
| 103–107            | 120                        | 105                  | 9                    | IX, VIIII            |
| 108–112            | 125                        | 110                  | 10                   | X                    |

| 差分 [cm] | カップ |
| --------- | ------ |
| 10–12     | AA     |
| 12–14     | A      |
| 14–16     | B      |
| 16–18     | C      |
| 18–20     | D      |
| 20–22     | E      |
| 22–24     | F      |
| 24–26     | G      |
| 26–28     | H      |

大陸ヨーロッパとイギリスのカップサイズの変換

ヨーロッパのブラサイズはセンチメートルに基づいている。それらはまた、「インターナショナル」として知られている。「EU」、「Intl」、「Int」といった略語はすべてヨーロッパのブラサイズの規則を指している。これらのサイズはヨーロッパの大部分と世界の大部分で使用されている。
アンダーバストの測定は最も近い5cmの倍数に丸められる。バンドサイズは65, 70, 75, 80等のように、5cm刻みで増加する。これは英語のダブルインチと似ている。アンダーバストの周囲が78–82cmの人は、バンドサイズ80を着用すべきである。測定のしっかりとしたフィット感（例えば、メジャーや類似のもの）は、脂肪組織の柔らかさに依存する。より柔らかい組織は測定時に引き締めが必要で、これはブラのバンドが体にしっかりとフィットし、位置を保つためである。緩い測定は、しっかりとした測定とは異なることがしばしばある。これは、緩い測定が84cmの人がバンドサイズ85だと思う一方で、脂肪組織が多いために同じ人が79cmのしっかりとした測定を持ち、より適切なバンドサイズ80、あるいはそれ以下のバンドサイズを選ぶべきだという混乱が生じる。
カップのラベルは、通常、バストとアンダーバストの周囲の「測定」の差が11±1cmで「A」から始まる。これは「緩く」測定されたもので（つまり、ブラのバンドサイズとしてはきつくない）、つまり、バストの周囲とバンド「サイズ」の間ではない（これは通常、測定時に若干の引き締めが必要である）。 測定の重要な違いを明確にするために、ブラバンドのためのアンダーバストの測定はきつくてしっかりと行われ、ブラカップを決定するためのアンダーバストの測定は緩く行われる。脂肪組織が非常に柔らかい人々にとって、これらの二つの測定は一致しない。この意味で、ヨーロッパのサイズを決定する方法は、カップサイズがブラバンド「サイズ」と比較してバストの測定によって決定される英語のシステムとは異なる。ヨーロッパのカップは、バストとアンダーバストの測定の差が2cm増えるごとに増加し、2.5cmまたは1インチではなく、最初のカップサイズの文字は二重にもスキップもされない。非常に大きなカップサイズでは、これにより英語の対応品よりも小さいカップが生じる。
このシステムは、2006年に導入されたヨーロッパのドレスサイズ標準EN 13402で標準化されているが、その日付以前には多くのヨーロッパの国々で使用されていた。

### 韓国/日本
韓国と日本では、トルソはセンチメートルで測定され、最も近い5センチメートルの倍数に四捨五入される。バンドサイズは65-70-75-80...という形で5センチメートルごとに増加し、これはイギリスのダブルインチと似ている。アンダーバストの周囲が緩く測定され、その結果が78–82センチメートルである人は、バンドサイズ80を着用すべきである。
カップのラベルは、バストとアンダーバストの周囲の差が5±1.25センチメートルである「AAA」から始まる。つまり、バストの周囲とバンドサイズは英語のシステムと同様である。それらは2.5センチメートルごとに増加し、初期のカップサイズの文字以外は、二重にもスキップもされない。
日本のサイズは韓国のものと同じであるが、カップのラベルは7.5±1.25センチメートルの差の「AA」から始まり、通常はバストの指定よりも先に来る。つまり、「B75」ではなく「75B」である。
このシステムは、1999年に導入された韓国の服装サイズ標準KS K9404と、1998年に導入された日本の服装サイズ標準JIS L4006で標準化されている。

### フランス/ベルギー/スペイン
フランスとスペインのシステムは、ヨーロッパ大陸のサイズシステムの一部を置換したものである。カップサイズは同じであるが、バンドサイズはヨーロッパのバンドサイズより正確に15センチメートル大きい。

### イタリア
イタリアのバンドサイズは、アンダーバストの周囲を最も近い5センチメートルの倍数に四捨五入するのではなく、小さな連続した整数を使用する。ヨーロッパサイズ60に対してサイズ0から始まるため、変換は5で割った後に12を引くことで行われる。サイズの指定はしばしばローマ数字で行われる。
カップサイズは伝統的にステップサイズを2.5センチメートルとし、これはイギリスのインチ（2.54センチメートル）に近い。大きなカップに対していくつかの二重の文字を使用してきたが、近年では一部のイタリアのメーカーがヨーロッパの2センチメートルシステムに切り替えている。
以下は、他の国との間でのイタリアのブラサイズの変換表である。
| イタリア            | I  | II | III | IV | V   | VI  | VII | VIII |
| ヨーロッパ          | 65 | 70 | 75  | 80 | 85  | 90  | 95  | 100  |
| イギリス & アメリカ | 30 | 32 | 34  | 36 | 38  | 40  | 42  | 44   |
| フランス & スペイン | 80 | 85 | 90  | 95 | 100 | 105 | 110 | 115  |

### 広告と小売の影響
製造業者のマーケティングと広告は、しばしばフィット感、快適さ、機能性よりもファッションやイメージに訴える。1994年ごろから、製造業者は広告の焦点を変え、サポートと基礎を強調する機能的なブラジャーの広告から、基本的なフィット感と機能性を犠牲にしてファッションを強調するランジェリーを販売するようになった。これには、スクラッチのあるレースの下にある裏地などが含まれる。

### 伝統的なブラに対するエンジニアリングによる代替品
イギリスの機械工学者で教授のジョン・タイラーは、ラフバラー大学からブラのフィット感に関する問題を解決するための解決策を生み出した。彼は妻がうまくいかない買い物から落胆して帰ってきた後、イギリス政府からの依頼でブラデザインの問題を調査し始めた。彼の最初の調査はすぐに、80%の女性が誤ったサイズのブラを着用しているという結果を明らかにした。彼は、この広範囲の間違ったサイズの購入の実践が、ブラのメーカーによって推奨される測定システムによるものであると推測した。このサイジングシステムは、最大胸囲（バスト下）と最大バスト直径（バスト）の組み合わせを使用し、ブラで収容されるべき実際の乳房の容積は考慮されていない。タイラーによると、「最も支持力がありフィットするブラを得るためには、乳房の容積と背中のサイズを知ることの方がずっと良い」という。また、彼はA、B、C、Dカップの測定システムは欠陥があると述べている。「それはガスキャップの直径で自動車を測定するようなものだ。全体のデザインは根本的に欠陥がある。それは拷問の道具である」。タイラーは背中で交差するストラップのデザインのブラを開発した。これらはカウンターバランスを使用して、一方の乳房の重さを使って他方の乳房を持ち上げる。標準的なデザインは呼吸時の胸の動きを制限する。タイラーのデザインの開発に使用されたツールの一つは、40,000 GBPの投影差形体解析器である。
乳房の重量は~1 kgであり、~0.2 .. 0.3 kgではない。タイラーは、「胸と乳房の直径を測定することで、現在の測定法はそれぞれの乳房のサイズと容積について何かを伝えるはずだが、実際にはそうではない」と述べている。ただし、ブラの会社はタイラーのプロトタイプを製造することをためらっている。タイラーのものは、より垂直方向のフロントクロージングブラでカップが調整可能である。

### カップの容積と乳房の重量の計算
平均的な乳房の重さはおおよそ0.5キログラム (1.1 lb)である。それぞれの乳房は、体脂肪率の約4-5%を占める。脂肪組織の密度はほぼ0.9 g/cm3 (0.52 oz/cu in)と等しい。
もしカップが半球形であるならば、その容積Vは次の公式により求められる。
{\displaystyle V={\frac {2\pi r^{3}}{3}}={\frac {\pi D^{3}}{12}}}
ここでrはカップの半径、Dはその直径である。
もしカップが半楕円体であるならば、その容積は次の公式により求められる。
{\displaystyle V={\frac {2\pi abc}{3}}\approx {\frac {\pi \times cw\times cd\times wl}{12}}}
ここでa, b そして cは半楕円体の三つの半軸、cw, cdそしてwlはそれぞれカップの幅、カップの深さ、ワイヤーの長さである。
カップは乳房に半球形を与え、ワイヤーはカップに形を与える。したがって、ワイヤーの曲率半径は、乳房の容積と重量を決定するための重要なパラメータである。同じワイヤーは、36A、34B、32C、30D等のサイズのカップに使用される。したがって、これらのカップは同じ容積を持つ。ワイヤーサイズの参照番号はBカップブラを基にしている。例えば、ワイヤーサイズ32は32Bカップ（そして34A、30C…）用である。ワイヤーサイズ30の幅は3+5⁄6インチ (9.7 cm)の曲率直径を持ち、この直径はサイズごとに1⁄3インチ (0.85 cm)増加する。以下の表は、大きなサイズのショップで見つけられるいくつかのカップの容積計算を示している。
| ワイヤーサイズ | ブラサイズ (USシステム)             | ブラサイズ (UKシステム)                  | カップの直径 | 一つのカップの容積 | 両乳の重量 |
| -------------- | ----------------------------------- | ---------------------------------------- | ------------ | ------------------ | ---------- |
| 30             | 32A 30B 28C                         | 32A 30B 28C                              | 9.7cm        | 240cm³             | 0.43kg     |
| 32             | 34A 32B 30C 28D                     | 34A 32B 30C 28D                          | 10.6cm       | 310cm³             | 0.56kg     |
| 34             | 36A 34B 32C 30D 28E                 | 36A 34B 32C 30D 28DD                     | 11.4cm       | 390cm³             | 0.70kg     |
| 36             | 38A 36B 34C 32D 30E 28F             | 38A 36B 34C 32D 30DD 28E                 | 12.3cm       | 480cm³             | 0.86kg     |
| 38             | 40A 38B 36C 34D 32E 30F 28G         | 40A 38B 36C 34D 32DD 30E 28F             | 13.1cm       | 590cm³             | 1.1kg      |
| 40             | 42A 40B 38C 36D 34E 32F 30G 28H     | 42A 40B 38C 36D 34DD 32E 30F 28FF        | 14.0cm       | 710cm³             | 1.3kg      |
| 42             | 44A 42B 40C 38D 36E 34F 32G 30H 28I | 44A 42B 40C 38D 36DD 34E 32F 30FF 28G    | 14.8cm       | 850cm³             | 1.5kg      |
| 44             | 44B 42C 40D 38E 36F 34G 32H 30I 28J | 44B 42C 40D 38DD 36E 34F 32FF 30G 28GG   | 15.7cm       | 1000cm³            | 1.8kg      |
| 46             | 44C 42D 40E 38F 36G 34H 32I 30J 28K | 44C 42D 40DD 38E 36F 34FF 32G 30GG 28H   | 16.5cm       | 1180cm³            | 2.1kg      |
| 48             | 44D 42E 40F 38G 36H 34I 32J 30K 28L | 44D 42DD 40E 38F 36FF 34G 32GG 30H 28HH  | 17.4cm       | 1370cm³            | 2.5kg      |
| 50             | 44E 42F 40G 38H 36I 34J 32K 30L 28M | 44DD 42E 40F 38FF 36G 34GG 32H 30HH 28J  | 18.2cm       | 1580cm³            | 2.8kg      |
| 52             | 44F 42G 40H 38I 36J 34K 32L 30M 28N | 44E 42F 40FF 38G 36GG 34H 32HH 30J 28JJ  | 19.0cm       | 1810cm³            | 3.3kg      |
| 54             | 44G 42H 40I 38J 36K 34L 32M 30N 28O | 44F 42FF 40G 38GG 36H 34HH 32J 30JJ 28K  | 19.9cm       | 2060cm³            | 3.7kg      |
| 56             | 44H 42I 40J 38K 36L 34M 32N 30O 28P | 44FF 42G 40GG 38H 36HH 34J 32JJ 30K 28KK | 20.7cm       | 2340cm³            | 4.2kg      |
| 58             | 44I 42J 40K 38L 36M 34N 32O 30P     | 44G 42GG 40H 38HH 36J 34JJ 32K 30KK      | 21.6cm       | 2640cm³            | 4.8kg      |
| 60             | 44J 42K 40L 38M 36N 34O 32P         | 44GG 42H 40HH 38J 36JJ 34K 32KK          | 22.4cm       | 3000cm³            | 5.3kg      |

## 関連文献
- Jahme, Carole (2010年5月14日). “Breast size: a human anomaly”. The Guardian (London) 2017年1月17日閲覧。